# Battaglia di Balmaseda
La battaglia di Balmaseda si svolse il 5 novembre 1808, durante la ritirata del tenente generale Blake in Cantabria. Rinforzato dalla fanteria veterana della divisione del Nord (Division del Norte) del generale La Romana, Blake affrontò all'improvviso i propri inseguitori al fine di salvare un distaccamento catturato, e sconfisse una divisione dell'esercito di Claude-Victor Perrin presso Balmaseda (Biscaglia).

## Contesto storico
La sconfitta francese affonda le radici nel precedente fallimento del tentativo di François Joseph Lefebvre di distruggere l'esercito spagnolo nella battaglia di Pancorbo, nella quale Blake aveva respinto facilmente il prematuro assalto francese fuggendo con il proprio esercito intonso. Furono fatti altri errori nel corso dell'inseguimento francese, soprattutto quando Victor permise ai suoi corpi di sparpagliarsi alla ricerca del nemico che considerava già sconfitto.

## Forze in campo
Il maggior generale Eugene-Casimir Villatte comandava la 3ª divisione del IV corpo di Lefebvre. Questa enorme unità comprendeva tre battaglioni di ognuno dei reggimenti 27° (fanteria leggera), 63°, 94° e 95° (fanteria di linea), oltre a due batterie di artiglieria di fanteria.
L'esercito della Galizia di Blake contava cinque divisioni di fanteria, un'avanguardia ed una riserva. Il generale Figueroa comandava la 1ª divisione, Martinengo la 2ª divisione (5100 uomini), Riquelme la 3°, Carbajal la 4°, La Romana la 5° (5300), Mendizabal l'avanguardia e Mahy la riserva. Mille artiglieri governavano 38 cannoni, e 300 unità di cavalleria concludevano la formazione.

## Battaglia
Victor cercò di intrappolare la divisione asturiana di Acevedo, separatasi dall'esercito di Blake. Blake fu abile ad attirare i francesi in un'imboscata, ed il 5 novembre la divisione di Villatte, posta di fronte ad altre formazioni francesi, subì un violento attacco. Questo assalto cacciò i francesi da Balmaseda.
Nonostante i gravi errori dei loro comandanti, la ferrea disciplina dei soldati francesi gli permise di non soccombere. Villatte, rifiutando la resa, dispose i suoi uomini in quadrati riuscendo a rompere l'accerchiamento spagnolo. Nonostante tutto, gli spagnoli catturarono 300 uomini ed un cannone.
Durante la ritirata francese, la divisione di Acevedo incrociò il convoglio di Villatte e ne catturò buona parte. L'8 novembre Victor riconquistò Balmaseda, uccidendo e ferendo 150 uomini e catturandone 600 della retroguardia di Blake.
Dopo aver saputo della battaglia, Napoleone Bonaparte, arrabbiato per il fatto che la Grande Armata aveva patito una sconfitta ad opera di "un esercito di banditi capitanato da monaci", rimproverò severamente Victor per l'imprudenza. Victor si fece perdonare due settimane dopo quando sconfisse definitivamente Blake nella battaglia di Espinosa.